# 大谷主水
大谷主水（日语：／ Ōtani Mondo，1980年7月18日—），藝名夢多，日本九州宮崎縣宮崎市人。是現在活躍於亞洲演藝圈的男演員、模特兒、節目主持人和武術指導，並身兼搏擊教練（與友人合資經營亞里格鬥體能館），並涉足演藝經紀。
藝名源於本名的重新組合，大谷主水讀音為「Otani Mondo」，然而大谷也可讀成「Daiya」，與「Mondo」合起來成為「Daiya Mondo」，取「Daimond」的諧音。

## 早年經歷
1980年7月18日出生於日本九州宮崎縣宮崎市。國中時期開始學習跆拳道，受身為奧運短跑選手的父親的支持和鼓勵，他積極學習，全力以赴，一年半後拿下全日本第一。高中二年級拿到國家代表隊資格，17歲至26歲期間一直都是國手身分，職業生涯一百七十多場比賽只輸過不到十場。
1995-2006年跆拳道和空手道的主要成績：
- 1995年　九州跆拳道大賽冠軍
- 1995年　全日本選拔武道大賽冠軍和MVP
- 1997年　東日本空手道大賽冠軍
- 1997年　全日本空手道大賽冠軍
- 1997年　全日本選拔武道大賽冠軍和MVP
- 1998年　亞洲盃日本代表選拔賽冠軍
- 1998年　亞洲盃日本隊代表前八強
- 1998年　日本奧運協會指定代表選手
- 1998年　全日本青少年大賽重量級冠軍
- 1999年　東日本選拔冠軍和MVP
- 2000年　全日本大學大賽冠軍
- 2000年　大學世界盃前八強
- 2000年　韓國公開賽第三名
- 2001年　比利時公開賽冠軍
- 2001年　日,美,韓最強選手代表賽冠軍(打敗世界盃冠軍)
- 2002年　日本選手代表在台留學(國立台灣體育學院)
- 2002年　德國公開賽第三名
- 2003年　世界盃日本代表隊
- 2005年　日本選手代表在韓留學(啟明大學)
- 2005年　全日本代表選拔賽冠軍
- 2005年　東亞運前八強
- 2006年　全日本代表賽冠軍
- 2006年　世界大學前八強

2002年以日本國家選手代表身分赴台留學，就讀於國立台灣體育學院，歷時三年多的時間，其間深深感受到台灣人的善良和熱情。2003年在德國舉辦的世界盃參賽時，不幸左腳受傷，當時台灣隊的教練和同學，不顧國際比賽的慣例，仍大力幫忙攙扶，協助治療，讓他深深受到感動。
十年的國手生涯，目標是2008年的北京奧運，但卻在2006年於韓國舉辦的世界大學錦標賽中，雙腿十字韌帶受傷斷裂，無緣奧運。爭取奧運跆拳道金牌，並且在全世界面前高舉中華民國國旗，感謝台灣的夢想只能作罷，提早從跆拳道界退休。

## 演藝經歷（2007年－ ）
2006年自跆拳道界退休後，由於之前在國立台灣體育學院的留學體驗，深深喜愛台灣的環境，於是再次回到台灣，從演藝工作再度出發。
在演藝圈起步的頭幾年，主要的工作是平面雜誌和電視廣告的模特兒，但爭取演出工作不易，不穩定的收入不足以支付生活所需，甚至一度經濟拮据，但他始終懷抱理想，未曾放棄。直到2012年武術指導洪天祥找他合作，生活才逐漸穩定下來，經過兩年多的合作，後來獨當一面，成立動作特技團隊，獨力承接武術指導工作。而後經由各種綜藝節目參與及戲劇演出，漸漸累積知名度，進而於2015年接下日本九州宮崎縣觀光大使和日本三菱重工家用變頻空調代言，並主持多個日本和台灣的旅遊美食節目。2020年，首度以愛爾達電視台「地球的慶典」入圍金鐘獎生活風格節目主持人獎，節目亦入圍節目獎，最終無緣得獎。

## 演出作品

### 電視劇
| 年 度 | 頻 道            | 劇 名          | 飾 演                        |
| ----- | ---------------- | -------------- | ---------------------------- |
| 2011  | 三立都會台       | 小資女孩向前衝 | ヤクザ                       |
| 2011  | 三立都會台       | 勇士們         | 中川昭一(大日本帝國陸軍大佐) |
| 2014  | 台視主頻         | 流氓蛋糕店     |                              |
| 2016  | 三立台灣台       | 甘味人生       | 田中先生(Tanaka桑)           |
| 2018  | 大愛電視         | 智子之心       | 中村軍官                     |
| 2022  | 中視、中天綜合台 | 台灣X檔案      | 渡邊龍司                     |

### 電影
| 上映年份 | 電影名稱                   | 飾演     | 導演       |
| 2013年   | 變身                       | 真田先生 | 張時霖     |
| 2013年   | 十億追殺令                 |          | 三池崇史   |
| 2013年   | 日本人アドバイザー         | 真田役   |            |
| 2014年   | 鐵獅玉玲瓏                 |          | 澎恰恰     |
| 2014年   | 大稻埕                     | 日本警察 | 葉天倫     |
| 2017年   | 青禾男高                   | 鬼塚左近 | 蒋卓原     |
| 2017年   | 雖然媽媽說我不可以嫁去日本 | 茂木朋友 | 谷内田彰久 |
| 2024年   | 日本統一 台灣篇            |          | 辻裕之     |
| 2024年   | 辣妹刺客3                  | 七瀨     | 阪元裕吾   |
| 2025年   | 腎上腺                     |          | 周騰       |

## 武術指導

### 電視劇
| 年 度 | 劇 名      |
| ----- | ---------- |
| 2013  | 終極一班3  |
| 2014  | 流氓蛋糕店 |
| 2015  | 明若曉溪   |

### 電影
| 年 度 | 片 名      |
| ----- | ---------- |
| 2014  | 鐵獅玉玲瓏 |

## 代言
- 2015年　日本九州宮崎縣觀光大使
- 2015-2017年　日本三菱重工家用變頻空調[8]
- 2016年　宜蘭頭城 鯉想啟程公益代言[9]
- 2018年　日本九州宮崎縣觀光大使[10]

## 主持作品

### 電視節目
| 年 度                        | 頻 道                | 節目名稱                                                                           | 備 註                                                                                            |
| ---------------------------- | -------------------- | ---------------------------------------------------------------------------------- | ------------------------------------------------------------------------------------------------ |
| 2015年5月25日-2016年2月29日  | MRT宮崎放送          | 《夢多の宮崎＆台湾行きタイワン！》                                                 | 共20集                                                                                           |
| 2015年9月25日-2015年12月6日  | 東森超視             | 《無敵A噪咖》                                                                      | 共11集                                                                                           |
| 2015年11月29日               | 愛爾達綜合台         | 《週遊列國》 日本皇室烏龍麵X豪華生魚片拼盤                                         |                                                                                                  |
| 2015年12月6日                | 愛爾達綜合台         | 《週遊列國》 創意懷石料理X型男居酒屋                                               |                                                                                                  |
| 2016年7月31日                | 愛爾達綜合台         | 《週遊列國》 全日式經營溫泉會館                                                    |                                                                                                  |
| 2016年8月14日                | 愛爾達綜合台         | 《週遊列國》 B級美食大阪人氣串炸X日本人也稱讚和果子名店                            |                                                                                                  |
| 2016年5月1日                 | 愛爾達綜合台         | 《地球的慶典》 第14集 熊本秋季例大祭(上)                                           |                                                                                                  |
| 2016年5月8日                 | 愛爾達綜合台         | 《地球的慶典》 第15集 熊本秋季例大祭(下)                                           |                                                                                                  |
| 2016年6月12日                | 愛爾達綜合台         | 《地球的慶典》 第20集 宮崎神宮大祭(上)                                             |                                                                                                  |
| 2016年6月19日                | 愛爾達綜合台         | 《地球的慶典》 第21集 宮崎神宮大祭(下)                                             |                                                                                                  |
| 2016年10月30日               | 愛爾達綜合台         | 《地球的慶典》第27集 東京品川驛站祭                                                |                                                                                                  |
| 2016年11月6日                | 愛爾達綜合台         | 《地球的慶典》 第28集 東京生剝鬼節                                                 |                                                                                                  |
| 2016年12月25日               | 愛爾達綜合台         | 《地球的慶典》 第35集 北海道札幌秋季豐收祭                                         |                                                                                                  |
| 2017年1月1日                 | 愛爾達綜合台         | 《地球的慶典》 第36集 北海道洞爺湖夏日花火                                         |                                                                                                  |
| 2017年1月8日                 | 愛爾達綜合台         | 《地球的慶典》 第37集 阿寒湖愛奴球藻祭                                             |                                                                                                  |
| 2017年5月29日                | 愛爾達綜合台         | 《地球的慶典》 第42集 台灣燈會                                                     |                                                                                                  |
| 2016年7月30日－2017年6月24日 | 東森超視 MRT宮崎放送 | 《夢多玩東九州》（夢多のディスカバー東九州）                                       | 共12集                                                                                           |
| 2017年－2018年               | TVBS歡樂台           | 《食尚玩家》                                                                       | 客串主持後觀眾反應極佳，日前確定接下主持棒，成為新一代主持班底之一。2018年12月預計和食尚玩家解約 |
| 2017年5月31日                | TVBS歡樂台           | 《食尚玩家》 永烈夢多【台中】台客美食風雲榜！94台灣味、吃的爽、俗又大碗            |                                                                                                  |
| 2017年6月21日                | TVBS歡樂台           | 《食尚玩家》【嘉義】省錢一哥帶夢多飛到嘉義環遊世界！                               |                                                                                                  |
| 2017年8月9日                 | TVBS歡樂台           | 《食尚玩家》【屏東】進擊的歐巴桑！巴鈺、夢多來了                                   |                                                                                                  |
| 2017年8月17日                | TVBS歡樂台           | 《食尚玩家》【新北】各種美味HEN厲害！阿翔夢多室內體驗滑雪趣                        |                                                                                                  |
| 2017年9月21日                | TVBS歡樂台           | 《食尚玩家》【全台】阿翔帶夢多尋找最狂運將美食！                                   |                                                                                                  |
| 2017年9月28日                | TVBS歡樂台           | 《食尚玩家》【全台】阿翔夢多委託會社！最強中秋伴手禮                               |                                                                                                  |
| 2017年10月5日                | TVBS歡樂台           | 《食尚玩家》【花蓮】超值窮遊攻略！巴鈺夢多廉價爽爽玩                               |                                                                                                  |
| 2017年10月12日               | TVBS歡樂台           | 《食尚玩家》【宜蘭 蘇澳】美呆了！巴鈺夢多秘境美食大冒險                            |                                                                                                  |
| 2017年10月19日               | TVBS歡樂台           | 《食尚玩家》【新北瑞芳+金瓜石+九份】阿翔夢多老司機帶路最強攻略！                   |                                                                                                  |
| 2017年10月26日               | TVBS歡樂台           | 《食尚玩家》【台北】巴鈺夢多搭雙層巴士、捷運、騎YouBike潮玩台北古城！              |                                                                                                  |
| 2017年11月2日                | TVBS歡樂台           | 《食尚玩家》【日本】阿翔夢多來去東京遛媽媽！浩子驚喜客串～                         |                                                                                                  |
| 2017年11月9日                | TVBS歡樂台           | 《食尚玩家》【日本】來去東京遛媽媽2部曲！阿翔夢多真心話大公開                      |                                                                                                  |
| 2017年11月29日               | TVBS歡樂台           | 《食尚玩家》 夢多阿翔【台中】市場扛霸子站出來！                                    |                                                                                                  |
| 2017年12月6日                | TVBS歡樂台           | 《食尚玩家》【高雄】太邪惡浮誇系美食！吃貨白文鳥大文也來了～                       |                                                                                                  |
| 2017年12月20日               | TVBS歡樂台           | 《食尚玩家》【新北三峽】買東西吃東西馬殺雞！北大生最愛三明治、無地雷披薩、彩虹千層 |                                                                                                  |
| 2017年12月28日               | TVBS歡樂台           | 《食尚玩家》【韓國 濟州島】翔夢烈玩命之徒(上)朝聖GD代言神話世界、嗑銷魂烤黑豬肉    |                                                                                                  |
| 2018年1月3日                 | TVBS歡樂台           | 《食尚玩家》【台北】爽吃發發發！全球最好吃炸雞、粉紅海鮮丼、特務風酒吧             |                                                                                                  |
| 2018年1月4日                 | TVBS歡樂台           | 《食尚玩家》【韓國 濟州島】玩命之徒夢多竟全裸啦(下)～朝聖YG TOWN、海女市集         |                                                                                                  |
| 2018年1月24日                | TVBS歡樂台           | 《食尚玩家》【台南】阿翔夢多達人出馬！爆量蔥油餅、爆漿雞蛋糕、私房沙漠景點         |                                                                                                  |
| 2018年2月7日                 | TVBS歡樂台           | 《食尚玩家》【嘉義】經典好滋味！正宮浩子回歸「夢翔起飛」解散告別作                 |                                                                                                  |
| 2018年2月22日                | TVBS歡樂台           | 《食尚玩家》【台北】夢多巴鈺泡湯吃好料！嚴選掛保證快來鬆一下～                     |                                                                                                  |
| 2018年3月1日                 | TVBS歡樂台           | 《食尚玩家》【台南】莎莎夢多嚴選旅宿小祕境！住在書店裡、民宿還可以攀岩             |                                                                                                  |
| 2018年3月15日                | TVBS歡樂台           | 《食尚玩家》【新北萬里+金山+石門】嚴選北海岸路線！全台唯一越式桌菜、爆汁炸雞       |                                                                                                  |
| 2018年3月21日                | TVBS歡樂台           | 《食尚玩家》【台北】周末充電計畫！吃燒肉喝燒啤、從泰國來的泰式冰、市場隱藏版炸雞   |                                                                                                  |
| 2018年3月28日                | TVBS歡樂台           | 《食尚玩家》【屏東】激推玩樂全攻略！芋泥厚片吐司、小米甜甜圈、彩虹貨櫃屋           |                                                                                                  |
| 2018年4月4日                 | TVBS歡樂台           | 《食尚玩家》【雲林】莎莎夢多挑戰8小時吃好吃滿！南部特有火燒蝦、必帶伴手禮          |                                                                                                  |
| 2018年4月18日                | TVBS歡樂台           | 《食尚玩家》【台南】夢多巴鈺小吃PK！濃郁芋泥牛乳、宵夜冰花煎餃、最強鮮蚵           |                                                                                                  |
| 2018年4月26日                | TVBS歡樂台           | 《食尚玩家》【日本 九州】真男人夢多帶路(上)泡湯美食好個春，讓巴鈺愛上九州          |                                                                                                  |
| 2018年5月3日                 | TVBS歡樂台           | 《食尚玩家》【日本 宮崎】九州櫻花最前線(下)夢多媽媽也來啦～                        |                                                                                                  |
| 2017年9月24日                | 中天綜合台           | 《驚奇4超人》【驚奇4超人#完整版】秘藏美食「基基」叫 大叔帶路直直「隆」             |                                                                                                  |
| 2017年10月1日                | 中天綜合台           | 《驚奇4超人》【驚奇4超人#完整版】打破傳統尋鮮味 嘉義美食「升級版」                 |                                                                                                  |
| 2017年10月8日                | 中天綜合台           | 《驚奇4超人》【驚奇4超人#完整版】秋天狩獵美食季 一箭勾起你食慾                     |                                                                                                  |
| 2017年10月15日               | 中天綜合台           | 《驚奇4超人》【驚奇4超人#完整版】一機在手任我遊 台中巷弄吃透透                     |                                                                                                  |
| 2017年10月22日               | 中天綜合台           | 《驚奇4超人》【驚奇4超人#完整版】嘉義－文化夜市 採買美食生存鬥                     |                                                                                                  |
| 2019年－                     | 國興衛視             | 《國興日本歌唱王》                                                                 | 與早川小百合共同主持                                                                             |

### 網路節目
| 年 度            | 平 台      | 節目名稱       | 備 註                                                        |
| ---------------- | ---------- | -------------- | ------------------------------------------------------------ |
| 2021年12月17日起 | LINE TODAY | 《老外調查團》 | 與杜力Dooley、馬丁、肯納、賈斯汀、費丹尼、佩德羅等人共同主持 |

## 電視節目參與
| 年 度    | 頻 道                | 節目名稱         | 備 註                                         |
| -------- | -------------------- | ---------------- | --------------------------------------------- |
| 2012年   | 台視                 | 《王子的約會》   |                                               |
| 2013年   | 八大電視             | 《WTO姐妹會》    |                                               |
| 2014年－ | 東森超視             | 《二分之一強》   | 為聯合國型男固定班底，於2014年6月16日首次登場 |
| 2016年－ | 東森綜合台、東森超視 | 《綜藝大熱門》   |                                               |
| 2016年－ | 中天綜合台           | 《小明星大跟班》 |                                               |
| 2016年－ | 民視無線台           | 《綜藝大集合》   |                                               |
| 2016年－ | 中天娛樂台           | 《寵物大聯萌》   |                                               |
| 2016年－ | 三立都會台           | 《愛玩客》       | 愛玩客之老外看台灣                            |
| 2016年－ | TVBS歡樂台           | 《食尚玩家》     |                                               |
| 2017年－ | 中天娛樂台           | 《天天樂財神》   |                                               |
| 2017年－ | 中視                 | 《飢餓遊戲》     |                                               |
| 2017年－ | 中天綜合台           | 《驚奇4超人》    |                                               |
| 2017年－ | TVBS歡樂台           | 《小燕有約》     |                                               |

## 出版作品

### 寫真
- 《叫我真男人I'm a Real Man: 真心徹底剖析, 實力完全展現; 型男不夠看, 叫我真男人!》（作者：大谷主水 (夢多)，出版社：匯展文化事業有限公司，出版日期：2017/10/18，ISBN 9789869549912）

## 獎項紀錄

### 電視金鐘獎
| 年份   | 獲提名         | 獎項                             | 結果 |
| ------ | -------------- | -------------------------------- | ---- |
| 2020年 | 《地球的慶典》 | 第55屆金鐘獎生活風格節目主持人獎 | 提名 |

## 外部連結
- 大谷主水的Facebook專頁
- 大谷主水的Instagram帳戶
- 大谷主水 （页面存档备份，存于）的Ameba專頁
- YouTube上的夢多 TV Mondo TV頻道